# Déficit démocratique
Un déficit démocratique (ou déficit de démocratie) correspond à la dégradation des qualités démocratiques des institutions  et des organes censés les incarner (en particulier les gouvernements), notamment quand l'intégrité parlementaire représentative et liée devient largement discutée.

## Définition
L'expression déficit démocratique est citée comme étant utilisée pour la première fois par les Jeunes Européens fédéralistes dans leur Manifeste en 1977, qui a été rédigé par Richard Corbett. L'expression a également été utilisée par David Marquand en 1979, faisant référence à la Communauté économique européenne de l'époque, précurseur de l'Union européenne,,.

## Exemples

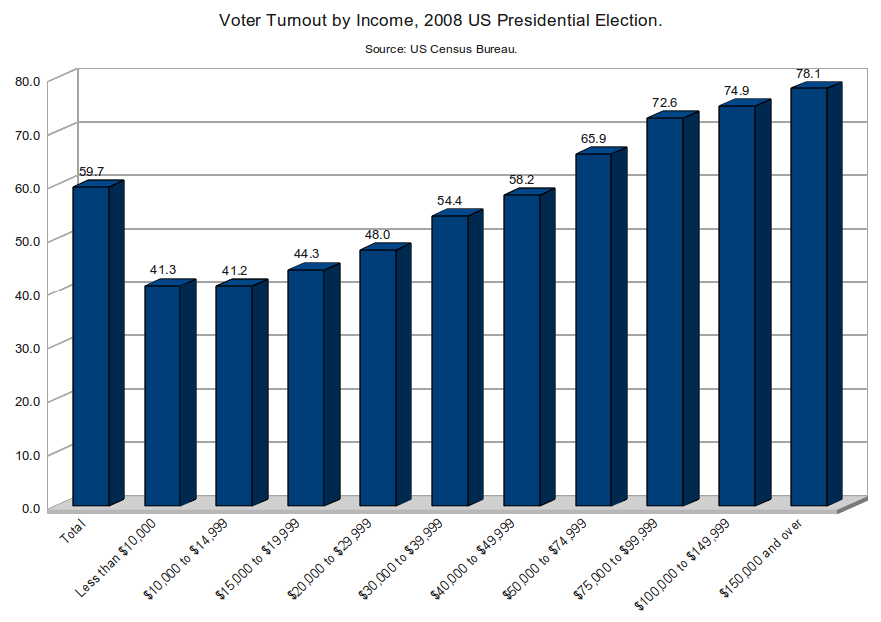
Taux de participation aux élections présidentielles américaines de 2008 selon les revenus.

L'Assemblée parlementaire des Nations unies a été proposée comme un moyen d'améliorer un déficit démocratique au sein de l'Organisation des Nations unies.
Certains chercheurs ont fait valoir que la ratification des traités de l'Union européenne par des référendums répétés - comme ceux organisés en Irlande pour le traité de Nice et le traité de Lisbonne - est également associée à un déficit démocratique. Un autre problème dans l'UE est que les électeurs votent davantage sur la base de questions nationales lors des élections parlementaires européennes et que l'élection est davantage utilisée par les électeurs pour punir leur gouvernement au milieu de leur mandat. Il n'y a pas non plus suffisamment d'opinion publique européenne ou de sphère publique européenne qui vote contre ou récompense les politiciens européens. Un autre problème est la grande influence des groupes de pression sur les institutions européennes,. Le Parlement européen a été créé pour donner plus de légitimité démocratique à l'UE, mais partage le pouvoir législatif avec le Conseil de l'Union européenne, qui dispose d'une voix par pays.
Une étude de l'Université Columbia a conclu que la politique des États américains n'est conforme à la majorité des avis que la moitié du temps. Les plus grandes influences de ces dérives se sont avérées être la professionnalisation de la fonction législative, les limites des mandats et l'importance des problèmes à gérer. La politique s'avère excessivement sensible à l'idéologie et au parti, ce qui conduit la politique à être polarisée par rapport aux électorats des États. Les grandes différences de participation aux élections américaines pour les différents groupes de revenus sont également considérées comme un problème pour le fonctionnement de la démocratie. 
Sanford Levinson (en) soutient qu'à côté du fait que le financement des campagnes et le gerrymandering sont considérés comme de graves problèmes pour la démocratie, l'une des causes profondes du déficit démocratique américain réside également dans la Constitution des États-Unis elle-même; par exemple, il dénonce un manque de représentation au Sénat de certains États très peuplés comme la Californie.